# تطور الرخويات
تطور الرخويات هو الطريقة التي تطورت من خلالها الرخويات وهي واحدة من أضخم مجموعات حيوانات اللافقاريات. تضم الشعبة بطنيات القدم، ذوات الصدفتين، أصداف النابية، رأسيات القدم والعديد من المجموعات الأخرى. السجل الأحفوري للرخويات مكتمل نسبياً وهي ممثلة بشكل جيد في كل الطبقات البحرية الحاملة للمستحاثات.

## السجل الأحفوري
هناك دليل جيد على ظهور بطنيات القدم ورأسيات القدم وذوات الصدفتين في الحقبة الكامبرية منذ حوالي 541 إلى 485.4 مليون سنة. مع ذلك فإن التاريخ التطوري لكل من ظهور الرخويات من سلالة العجلانيات العرفية وتنوعها في الأشكال الحية والحفرية المعروفة لا يزال موضع نقاش قوي. تتمحور الجدالات حول ما إذا كانت حفريات العصر الإدياكاري وأوائل العصر الكامبري تعود إلى الرخويات فعلاً. تم وصف الكيمبريلا منذ حوالي 555 مليون سنة مضت أنها «تشبه الرخويات» ولكن يرفض البعض الاعتقاد بأنه أكثر من مجرد «تناظر ثنائي محتمل». هناك نقاش أكثر حدة حول ما إذا كانت ويواشيا من الرخويات من حوالي 505 مليون سنة مضت وجزء كبير من هذا يتمحور حول ما إذا كان جهاز التغذية الخاص بها نوع من المبرد أو شبيه أكثر بالخاص بالديدان كثيرات الأشعار. كتب نيكولاس بترفيلد الذي يعارض فكرة أن ويواشيا كانت من الرخويات بأن الأحافير المجهرية السابقة التي تعود إلى 510 إلى 515 مليون عام هي أجزاء من مبرد يشبه الرخويات بشكله العام. يبدو بأن هذا يتناقض مع المفهوم القائل بأن السلف الأول لرخويات المبرد كان متمعدن.
مع ذلك فيعتقد أن الهلسيونيليدات التي ظهرت لأول مرة منذ 540 مليون عام في أوائل صخور الكامبري في سيبيريا والصين هي رخويات باكرة ذات أصداف تشبه الحلزون. وبالتالي فإن الرخويات الشبيهة بالحلزون تسبق المفصليات ثلاثية الفصوص. بالرغم من أن معظم حفريات الهلسيونيليدات لا يزيد طولها عن بضع ميلليمترات فقد تم العثور على عينات طولها بضع سنتيمترات معظمها بأشكال أشبه بالبطلينوس. تم اقتراح ان العينات الصغيرة تعود للصغار والعينات الكبيرة تعود للبالغين.
خلصت بعض التحليلات حول الهلسيونيليدات بأنها كانت بطنيات قدم باكرة. مع ذلك فإن العلماء الآخرين ليسوا مقتنعين بأن حفريات الكامبري المبكرة هذه تظهر علامات واضحة للالتواء الذي يعرف كيف تلوي بطنيات القدم الحديثة الأعضاء الداخلية بحيث تصبح فتحة الشرج فوق الرأس.
كان يعتقد لفترة طويلة أن الفولبورثيلا التي سبقت باقي الحفريات منذ 530 مليون عام كانت من رأسيات القدم ولكن الاكتشافات للحفريات الأكثر تفصيلاً أظهرت أن صدفتها ليست مفرزة ولكنها مبنية من حبيبات ثاني أكسيد السيليكون المعدني (السيليكا) كما أن صدفتها لم تكن مقسمة إلى سلسلة من الحجرات بواسطة حاجز كما حفريات رأسيات القدم ذات الصدف والنوتي الحية لذا فإن تصنيف الفولبورثيلا مازال غير مؤكد. يعتقد حالياً أن أحافير البليكيتونوسيراس التي تعود إلى أواخر العصر الكامبري هي أقدم أحافير رأسيات القدم نظراً لأن صدفتها تحتوي حواجز وسيفونات وهو عبارة عن شريط نسيجي تستخدمه النوتويدات لإزالة المياه من الأجزاء التي غدت مجوفة خلال نموه والتي تكون مرئية في أصداف أحافير الأمونيت أيضاً. مع ذلك فإن البليكيتونوسيراس وغيرها من أوائل رأسيات القدم تزحف على طول قاع البحر بدلاً من السباحة إذ تحتوي صدفاتها على «دكة» من الرواسب الصخرية على ما يُعتقد أنه الجانب السفلي وتحتوي على خطوط وشرائط على ما كان يعتقد أنه السطح العلوي. انقرضت كل رأسيات القدم بصدفات خارجية عدا النوتويدات وذلك في نهاية العصر الطباشيري منذ حوالي 65 مليون سنة مضت.